# Eddy Peelman
Eddy Peelman (n. Baesrode; 8 de agosto de 1947). Fue un ciclista belga, profesional entre 1968 y 1978, cuyos mayores éxitos deportivos los logró en la Vuelta a España donde, en las diferentes ediciones en las que participó, lograría un total de 9 victorias de etapa.

## Palmarés
| 1970 - 2 etapas en la Vuelta a España 1971 - 3 etapas en la Vuelta a España - 1 etapa en el Tour d'Indre-et-Loire 1972 - Circuit du Brabant central - 1 etapa en la París-Niza 1973 - 2 etapas en la Vuelta a España - 2 etapas en la Vuelta a Levante - 2 etpas en la Semana Catalana - Circuit de Flandre centrale | 1974 - 2 etapas en la Vuelta a España - 1 etapa en el Tour del Mediterráneo - 3 etapas en la Vuelta a Levante - Trofeo Luis Puig - Circuit Escaut-Durme - 1 etapa en el Tour de l'Aude 1975 - 1 etapa en la Vuelta a Andalucía - Trofeo Luis Puig - 2 etapas en la Volta a Cataluña - 1 etapa en la Vuelta a La Rioja |

## Equipos
- Mercier BP - Hutchinson (1968-1969)
- Fagor - Mercier (1970-1971)
- Gan - Mercier (1972)
- Rokado (1973)
- Bic (1974)
- Super Ser (1975-1976)
- Independiente (1977)
- Zoppas (1978-1979)